# 中根成美
中根成美（なかねなるみ、1988年3月27日 - ）は、日本の女性ファッションモデル。
元マッシモ所属。現在、セントラルジャパンに所属し櫻井成美として活動している。愛知県名古屋市出身。

## 略歴
2003年にファッション雑誌「セブンティーン」（集英社）の専属モデルとして活動していた。STモの同期には北川景子がいる。

## 人物
- 弟が一人いる
- 小1～中3まで書道を習っていた。

## 出演

### 雑誌
- セブンティーン（集英社）専属モデル